# Microneta orines
Microneta orines är en spindelart som beskrevs av Chamberlin och Ivie 1933. Microneta orines ingår i släktet Microneta och familjen täckvävarspindlar. Inga underarter finns listade i Catalogue of Life.